# Karantika
La karantika, appelée aussi garantita, calentica ou karantita, est un plat et sandwich algérien d'origine oranaise à base de farine de pois chiches, ayant l'aspect d'un gratin ou d'un flan. Fréquemment vendue par des marchands ambulants dans les grandes villes d'Algérie, elle se consomme chaude de préférence.
Il existe deux versions de la karantika : une version simple qui contient uniquement de la farine de pois chiches, de l'eau et du sel et une autre version plus élaborée qui contient des œufs.
Ce plat de la restauration rapide est le plus vendu, en particulier en raison de son prix très bas (jusqu'à 20 dinars, soit environ 10 centimes d'euros),. Souvent, la garantita est accompagnée par une sauce rouge faite d'eau, de tomate concentrée et de harissa.

## Appellation

### Étymologie
Le mot provient de l'espagnol Calentica (qui signifie « toute chaude »), qui a son origine dans le mot espagnol caliente, qui veut dire « chaud ». La variante oranaise calentica intègre le diminutif ico, ica, qui est plus usuelle à Murcie et en Aragon. Cette variante est si intégrée dans l'arabe parlé en Oranie que l'origine du mot y a été oubliée.

### Autres appellations
On peut recenser beaucoup d'appellations proches comme calentica ou galentita. On trouve également les termes karantika, kalentika, karantita ou quarantita et aussi hami à Sidi Bel Abbès (« le chaud »).

## Historique

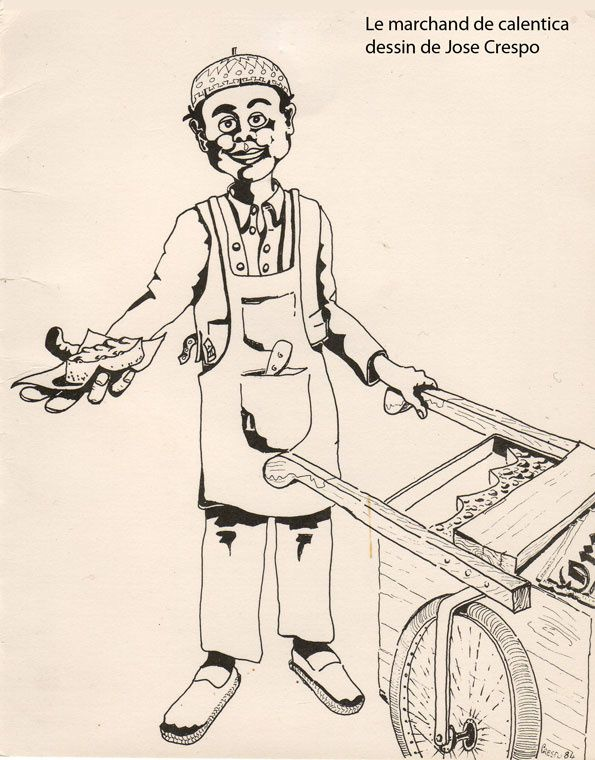
Illustration d'un marchand de calentica, datant de la période coloniale.

La karantika  est originaire de la ville d'Oran. Selon une légende, elle aurait été inventée dans le fort de Santa-Cruz par des militaires espagnols manquant de ressources alimentaires lors du siège de la ville en 1703. Ils auraient broyé le reste de leur réserve de pois chiches et ce fut l'apparition de la calentica.
La karantika se consomme avec du sel, du poivre et parfois du cumin, qui fait particulièrement ressortir le goût de la farine de pois chiches.
La karantika est devenue un plat emblématique de la ville d'Oran. En 2024, la karantika est classée dans le top 20 mondial de la catégorie des street food par TasteAtlas, qui la classe en 2025 de meilleure « street food de la planète ».

## Variantes
À Oran, la karantika est composée de farine de pois chiches, d'eau, d'huile d'olive, de sel, de cumin et parfois de fromage.
À Alger où elle est appelée garantita, la recette est enrichie d'œufs (eau, farine de pois chiches, huile, sel, cumin et œufs).
Dans la ville de Mostaganem, la karantika se consomme durant le mois de Ramadan avec la hrira ou la chorba.